# Célula PP
Las células PP, también llamadas células F, son un grupo de células situadas en los islotes de Langerhans del páncreas. Muestran localización intra y extrapancreática. Sintetizan, almacenan y secretan el polipéptido pancreático (PP), de 32 aminoácidos que tiene como función inhibir el intestino y algunas secreciones del páncreas, del estómago y del hipotálamo.

## Embriología
La parte caudal del intestino anterior embrionario, genera dos brotes: el dorsal y el ventral. El brote dorsal formará la mayor parte del páncreas (cabeza, cuerpo y cola). El brote ventral desarrollará parte de la cabeza del páncreas y la apófisis uncinada, lugar donde se presenta la región rica en células PP.

## Localización

### Intrapancreática

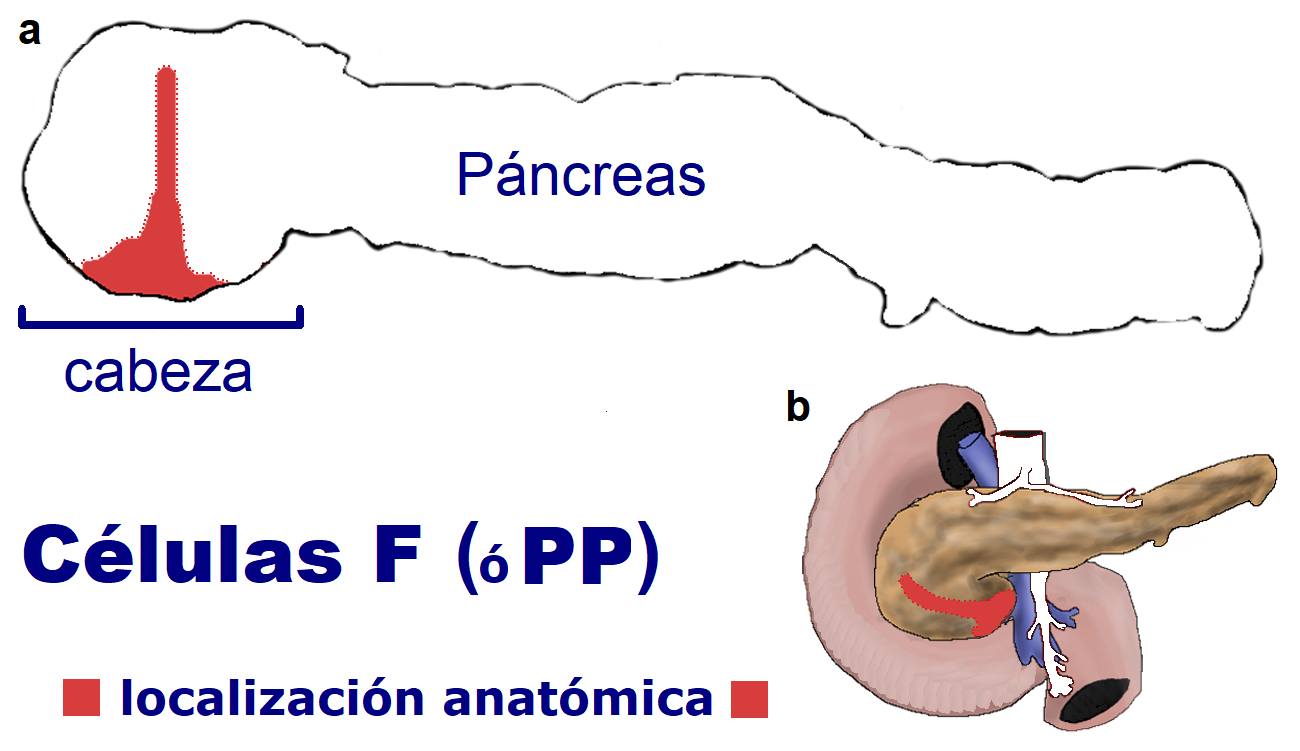
Ubicación de la zona rica, mayoritaria en células PP (ó F) que representa entre 50-80 % del total de estas células dentro del páncreas humano.

Las células PP se encuentran a lo largo de todo el páncreas. Sin embargo están mayoritariamente situadas en la cabeza del páncreas.

La distribución en porcentaje de las células PP en las regiones del cuerpo y la cola fue consistentemente baja (cuerpo: 0.02 ± 0.01%, cola: 0.02 ± 0.008%).
El análisis del páncreas humano completo, mostró que una región rica en células PP estaba predominantemente restringida al proceso uncinado. Esta distribución particular de las células PP, incluye agrupaciones de forma irregular compuestas únicamente por células PP. En la región rica en células PP, la masa de células beta y alfa se reduce significativamente.

#### En el islote

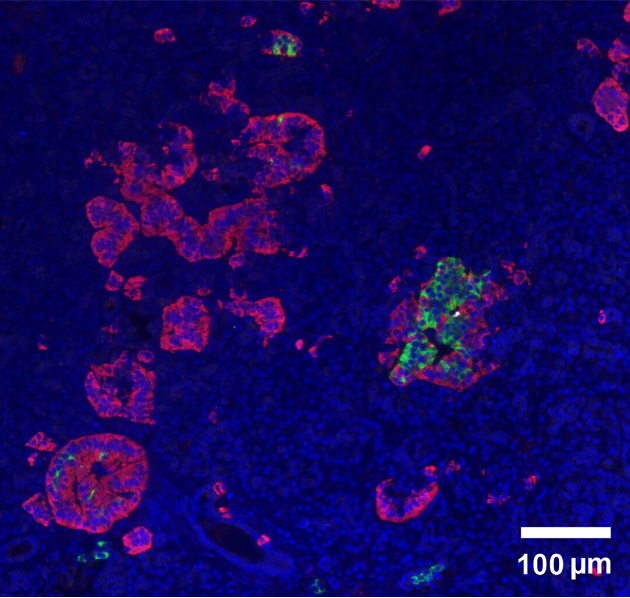
Células secretoras de PP (en rojo) y su ubicación periférica en el islote, rodeando las otras células endócrinas (en verde).

Su disposición microscópica es en los sectores periféricos de los islotes de Langerhans, constituyen alrededor del 2 % del total de las células de los islotes en el humano y 5 % en los roedores.

En la zona rica del proceso unciforme, las células PP constituyen el 50-90 % del volumen celular del islote.

### Extrapancreática
Algunas células PP están localizadas en otras partes del tracto digestivo, sobre todo en el intestino delgado e intestino grueso.

## Bioquímica
Las células PP sintetizan, almacenan y secretan productos de la familia del polipéptido pancreático (PP).

En humanos, se han reportado efectos inhibidores del PP sobre la contracción de la vesícula biliar y las enzimas pancreáticas. Los estudios en animales sugieren que PP puede influir en la ingesta de alimentos, el metabolismo energético y la expresión de grelina gástrica y de péptidos hipotalámicos.

La secreción de PP es una parte importante del eje páncreas-intestino-cerebro. El péptido se libera después de la ingesta y se regula a través del nervio vago (estimulado por agentes colinérgicos y bloqueado por inhibidores colinérgicos) y más localmente a través de redes nerviosas entéricas. El PP tiene acciones inhibitorias en gran medida en el intestino, lo que reduce el vaciamiento gástrico y la actividad motora intestinal a través de acciones en el receptor Y4 (también conocido como PPYR1).